# 海士潜女神社

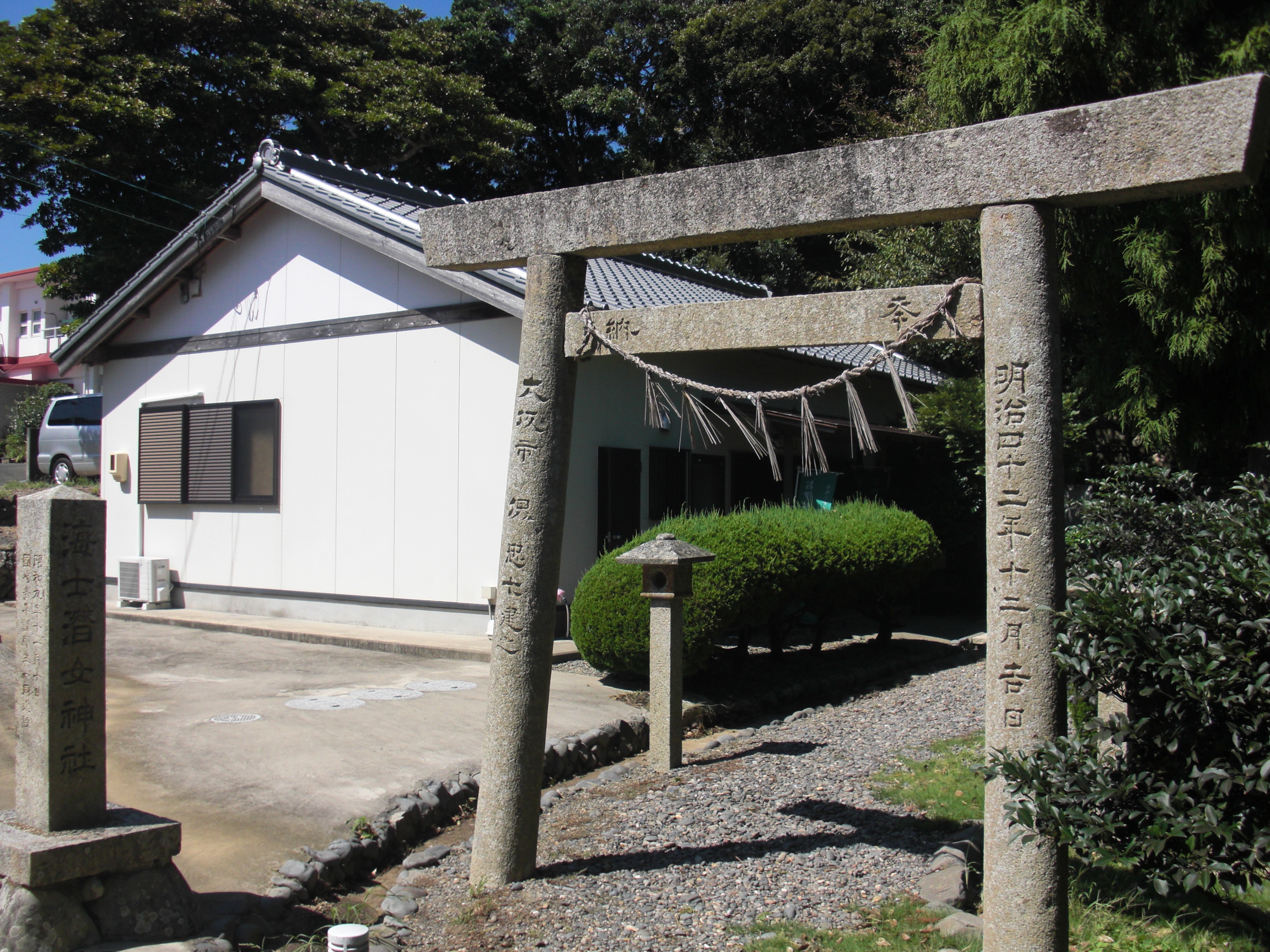
一の鳥居

海士潜女神社（あまかづきめじんじゃ、あまくぐりめじんじゃ）は、三重県鳥羽市国崎町字鎧崎にある神社である。近代社格制度に基づく旧社格は村社。1869年（明治2年）までは海士御前（あまごぜん）と称した。
伊勢神宮が所管する神社ではないが、伊勢神宮と深い関係を持つ。伝説の海女お弁を祀り、海女の厚い信仰を集める。

## 神社の概要
本殿は木造神明造、拝殿は木造流造で、瑞垣を有する。ほかに鳥居と常夜灯を2基ずつ備え、平屋建の社務所がある。境内は920坪（≒3,041m2）。
主祭神は潜女神（かづきめのかみ）である。潜女神は伝説の海女、海女の始祖と言われるお弁のことであり、めまい除け、トモカヅキよけにご利益があるとされる。このため、地元の海女だけでなく、日本中のダイバーの信仰も集める。

## 歴史
垂仁天皇26年（紀元前4年）、倭姫命は伊勢神宮への御贄地を求めて諸国を巡幸し、国崎を訪れた。そこで海女のお弁からアワビを献上され、美味であったことから伊勢神宮へ奉納するように言った。アワビは日持ちさせるために熨斗（のし）あわびに加工して伊勢神宮へ奉納された。その後国崎は伊勢神宮の神戸に選定された。外宮旧神楽歌に「ひめ社」として歌われている。1869年（明治2年）に海士御前から海士潜女神社に改称される。
1906年（明治39年）に14社を、翌1907年（明治40年）に3社を合祀した。翌1908年（明治41年）には専任の禰宜が置かれ、それまで祭祀を司っていた「御祭家」は役目を終えた。

## 被合祀社
海士潜女神社は以下の17社を合祀している。いずれも旧社格は無格社であった。
| 社名         | 祭神                    | 旧所在地         | 被合祀年           |
| 剱宮社       | 天目一箇命              | 海士潜女神社境内 | 1906年（明治39年） |
| 白鬚大明神社 | 猿田彦大神              | 海士潜女神社境内 | 1906年（明治39年） |
| 八雲神社     | 素戔嗚尊                | 海士潜女神社境内 | 1906年（明治39年） |
| 鏡宮社       | 石凝姥命                | 海士潜女神社境内 | 1906年（明治39年） |
| 鎧崎社       | 市杵島姫命              | 海士潜女神社境内 | 1906年（明治39年） |
| 伊雑宮社     | 玉柱屋姫命              | 海士潜女神社境内 | 1906年（明治39年） |
| 山神社       | 大山祗命                | 海士潜女神社境内 | 1906年（明治39年） |
| 八幡社       | 応神天皇                | 字宮ノ谷         | 1906年（明治39年） |
| 風宮社       | 級長津彦神              | 字海間谷         | 1906年（明治39年） |
| 土宮社       | 宇賀之御魂命 大歳御祖神 | 字大津坂         | 1906年（明治39年） |
| 月読宮社     | 月夜見尊                | 字大津坂         | 1906年（明治39年） |
| 稀人神社     | 建御名方命              | 月読宮社境内     | 1906年（明治39年） |
| 高神社       | 建日丹方命              | 月読宮社境内     | 1906年（明治39年） |
| 水神社       | 天村雲命                | ―                | 1906年（明治39年） |
| 神明社       | 天照大神                | 字宮ノ谷         | 1907年（明治40年） |
| 熊野社       | 伊弉冉尊                | 神明社境内       | 1907年（明治40年） |
| 八柱神社     | 五男三女神              | 神明社境内       | 1907年（明治40年） |

### 剱宮社
剱宮社（つるぎのみやしゃ）は剣岬にあった神社。1906年（明治39年）に海士潜女神社へ合祀される。剣宮とも称する。安徳天皇とともに壇ノ浦の戦いで沈んだとされる三種の神器の1つである天叢雲剣を阿闍梨円成という僧侶が海底より引き上げ、祀ったという伝説がある。

## 祭事
八幡祭と二船祭は国崎町の二大祭礼となっている。

### 八幡祭
元は八幡社の祭りで、1月5日の弓射神事を中心とする。八幡祭は日程は違えど、鳥羽市内の各地で行われており、漁村では大漁や海上安全を祈願する意味合いが強い。1月2日には「初寄り」として弓射の打ち合わせを行い、1月4日には戸主が翌日の膳部を準備する「大根かき」を催行する。
弓射神事（弓引神事）の一環として、真名箸（まなばし）と呼ばれる神事が行われる。これは国崎の里谷・海間谷（かいまだに）の各集落から1人ずつ選ばれた男性が、手を触れずに箸と包丁だけでボラを頭・骨・身（胴体）の3枚におろして刺身にする神事である。ボラの頭部は区長、漁業協同組合代表、調理者が持ち帰り、骨は翌年の真名箸役がもらい、刺身となった身は大老連に振る舞われる。

### 二船祭
二船祭（にふねまつり）は、毎年11月に3日間かけて行われる祭事。元は白鬚大明神社の祭りで、海間谷と里谷の競漕が主な神事である。祭りの日程は、以前11月16日から18日の3日間であったが、2009年（平成21年）現在は11月21日から23日になっている。
1日目は伊勢神宮からお札を授かり、そのお札を持った行列が町を練り歩く「万度迎え」、2日目は元寇（蒙古襲来）になぞらえてヤシャブシの木を使って大船2隻、小舟48隻を製作する「御船作り」、3日目は「競漕神事」である。競漕神事は里谷と海間谷に分かれて、各谷の5人の若者が船に乗り、4人で櫂（かい、オール）を漕いで前浜まで競漕する。先に里谷が沖合の神の島へ向かい、遅れて海間谷が出発する。里谷は神の島で掛魚と神酒を供えてから前浜へ向かい、海間谷の船と落ち合って競漕を行う。競漕と応援は熱を帯びたもので、かつては「けんか祭り」と称されるほど里谷と海間谷の応援者は激しい応援合戦を展開した。競漕は豊漁を占うもので、里谷が勝てばボラが、海間谷が勝てばイワシが大漁になると伝承されている。

### 御潜神事・例大祭
御潜神事（みかずきしんじ）は従来、国崎・神島・菅島・答志・石鏡・相差・安乗の7村から旧暦の6月1日に海女が集まってアワビを獲る神事であったが、1871年（明治4年）に廃絶された。その後、パールロードの一部区間（シーサイドライン、鳥羽市浦村町 - 志摩市磯部町的矢間）の無料開放に合わせて2003年（平成15年）に復活したものの、2006年（平成18年）で再び断絶、2009年（平成19年）に国崎の海女だけが参加する祭りとして再興された。2011年（平成23年）は同年に発生した東日本大震災の影響で開催を自粛し、2012年（平成24年）も開催されなかった。2013年（平成25年）は神宮式年遷宮記念として、2016年（平成28年）は第42回先進国首脳会議（伊勢志摩サミット）記念として開催した。
御潜神事と同日に開催される例大祭では、伊勢神宮から神職や舞姫（巫女）が海士潜女神社を訪れて神楽を奉納する。また海女が総出で1年の操業の安全を祈願する。2009年（平成21年）には例大祭を拡張する形で「熨斗あわび祭り」を同時開催した。熨斗あわび祭りは鳥羽磯部漁業協同組合国崎支所前の広場で踊りの披露やアワビなどの海産物・海鮮料理の提供、富くじなどの催事が行われる。

## 周辺
神社周辺は国崎町の中心街である。JR参宮線・近鉄鳥羽線・同志摩線鳥羽駅前の鳥羽バスセンターからかもめバス国崎行きに乗車、終点国崎で下車し、徒歩約7分である。付近に駐車場はない。